# Орсаго
Орсаго, Орсаґо (італ. Orsago, вен. Orsago) — муніципалітет в Італії, у регіоні Венето, провінція Тревізо.
Орсаго розташоване на відстані близько 450 км на північ від Рима, 60 км на північ від Венеції, 33 км на північний схід від Тревізо.
Населення — 3877 осіб (2014).
Щорічний фестиваль відбувається 11 липня. Покровитель — San Benedetto da Norcia.

## Демографія
Населення за роками:

Станом на 1 січня 2023 року в муніципалітеті офіційно проживало 378 іноземців з 34 країн, серед них 79 громадян країн Євросоюзу та 6 громадян України.

## Сусідні муніципалітети
- Кордіньяно
- Гаярине
- Годега-ді-Сант'Урбано